# Arche marine d'Hōlei
L'arche marine d'Hōlei, en anglais Hōlei sea arch, est une arche naturelle de 27 mètres de hauteur située à Hawaï, sur la côte méridionale de l'île du même nom, au sud du Kīlauea,. Cette formation rocheuse est née de l'érosion marine, les vagues de l'océan Pacifique ayant dégagé ce pont naturel des falaises de lave. Elle tire son nom du Hōlei Pali, l'escarpement situé en amont sur les pentes du volcan.
Incluse dans le district de Kaʻū du comté d'Hawaï et dans le parc national des volcans d'Hawaï, elle se trouve à l'extrémité de la Chain of Craters Road, coupée juste après l'arche par les coulées de lave émises par le Puʻu ʻŌʻō depuis 1983. Elle constitue ainsi un site touristique du parc national en tant que but de balade. Elle est accessible en voiture après avoir parcouru en 45 minutes les 29 kilomètres de la Chain of Craters Road depuis la caldeira du Kīlauea.